# Марк Клавдий Марцел (консул 287 пр.н.е.)
Вижте пояснителната страница за други личности с името Марк Клавдий Марцел.
Марк Клавдий Марцел (на латински: Marcus Claudius Marcellus) e политик на Римската република през 3 век пр.н.е.
Син е на Марк Клавдий Марцел (консул 331 пр.н.е.) и дядо на Марк Клавдий Марцел (пет пъти консул от 222 до 208 пр.н.е.), който се бие против Ханибал.
През 287 пр.н.е. Марцел е консул с Гай Навций Руцил. Тази година е известна със закона lex Hortensia, който е важен за края на съсловните борби.